# Текона
Теко́на (яп. 真間手児奈, ままのてこな / ままのてごな, МФА: [mama no tekona]; ? — ?) — напівлегендарна красуня в японському фольклорі. Один із символів міста Ітікава, Тіба. Також — Текона з Мами або Дівчина з Мами.

## Біографія
За переказом Текона народилася в 7 столітті, за правління Імператора Дзьомея, в поселенні Мама повіту Кацусіка провінції Сімоса (місто Ітікава префектури Тіба). Її батько був головою повіту. В юному віці Текона вийшла заміж за шляхетного пана з сусідньої провінції, від якого народила дитину. Невдовзі між повітом Кацусіка й сусідньою провінцією спалахнула війна, й родина чоловіка прогнала Текону як доньку ворога. Після тижнів поневірянь вона повернулася на батьківщину до Мами, але, соромлячись, жила окремо від батьків. Текона була дуже вродливою жінкою, тому чоловіки з сусідніх поселень почали наввипередки свататися до неї. Боротьба за руку дівчини спричинила між претендентами криваву війну. Текона була засмучена цим і відмовляла усім залицяльникам. Врешті-решт вона наклала на себе руки, кинувшись у води моря Мама, аби припинити кровопролиття.
Переказ про Текону став місцевою легендою, яка згодом набула поширення в середовищі столичних поетів. Дівчина була оспівана в численних японських віршах, найстаріші з яких зібрані в антології «Манйосю». Зокрема, про неї складали пісні Ямабе но Акахіто та Такахасі но Мусімаро.
737 року японський чернець Ґьокі заснував буддистський монастир Ґубодзі в провінції Сімоса для вмиротворення духу померлої дівчини. В новітньому часі для її поминання в місті Ітікава було споруджено Храм Текони.